# Tadaoka

Tadaoka au sein de la préfecture d'Osaka.

Tadaoka (忠岡町, Tadaoka-chō) est un bourg du district de Senboku dans la préfecture d'Osaka, au Japon.

## Personnes célèbres nées à Tadaoka
- Ryang Yong-gi (1982-), joueur de football nord-coréen.
- Kenta Maeda (1988-), joueur de baseball japonais[1].
- Takafumi Nishitani (1979-), patineur.